# Liste der Abgeordneten zum Istrianischen Landtag (I. Wahlperiode)
Diese Liste der Abgeordneten zum Istrianischen Landtag (I. Wahlperiode) listet alle Abgeordneten zum Istrianischen Landtag der Markgrafschaft Istrien in der I. Wahlperiode auf. Die Wahlperiode umfasste lediglich einen Teil des Jahres 1861.

## Wahlen und Sessionen
Die Wahlen für den Landtag der I. Wahlperiode fanden im März 1861 statt. Bei der Wahl waren 24 liberale, italienische Abgeordnete, ein konservativ-italienischer Abgeordneter sowie zwei slawische Abgeordnete gewählt worden. Hinzu kamen die drei slawischen Virlistimmen der Bischöfe von Triest-Capodistria, Parenzo-Pola und Veglia. Bereits in der ersten Sitzung des Landtags weigerte sich die italienische Mehrheit, zwei Abgeordnete in den kaiserlichen Rat (Dieta del Nessuno) zu wählen. Die istrischen Italiener protestierten damit gegen die österreichische Regierung und verliehen ihrem Ansinnen Ausdruck, das Istrien dem neugegründeten Königreich Italien beizutreten. Nachdem es in der Wahl der beiden Abgeordneten zu keiner Lösung gekommen war, endete die Wahlperiode mit der Sitzung am 16. April 1861 und der Auflösung des Landtags durch das kaiserliche Patent vom 14. Juli 1861.

## Landtagsabgeordnete
Der Landtag umfasste 30 Abgeordnete. Dem Landtag gehörten dabei fünf Vertreter des Großgrundbesitzes, zwei Vertreter der Handels- und Gewerbekammer Rovigno, acht Vertreter der Städte und 12 Vertreter der Landgemeinden. Hinzu kam drei Virilstimmen.
Die Tabelle enthält im Einzelnen folgende Informationen:
| Name:       | Name des Abgeordneten |
| Wahlklasse: | Die dem Klassenwahlrecht entsprechende Wahlklasse bzw. Kurie: I. Wahlklasse = Virilstimme (Bischof von Laibach); II: Adelige des Großen Grundbesitzes; III: Handels- und Gewerbekammer; IV: Zensuswahlklasse unterteilt nach Städten/Orten bzw. Landgemeinden; |
| Region:     | Die im Wahlbezirk enthaltenen Städte bzw. Gerichtsbezirke (Landgemeindewahlbezirke) |

| Name                   | Wahlklasse  | Region             |
| ---------------------- | ----------- | ------------------ |
| Amoroso Andrea         |             |                    |
| Barsan Antonio         |             |                    |
| Barsan Luigi           |             |                    |
| Barsilisco Giuseppe    |             |                    |
| Belli Christoforo      |             |                    |
| Boccalari Ercole       |             |                    |
| Campitelli Matteo      |             |                    |
| Corazza Giuseppe       |             |                    |
| Coronini-Cronberg Karl |             |                    |
| Dobrila Giorgio        | Virilstimme | Parenzo-Pola       |
| Feretić Franjo         |             |                    |
| Franco Giorgio         |             |                    |
| Gabrielli Francesco    |             |                    |
| Jernej Bartolommeo     | Virilstimme | Triest-Capodistria |
| Madonizza Antonio      |             |                    |
| Minak Girolamo         |             |                    |
| Mrach Adamo            |             |                    |
| Mrach Egidio           |             |                    |
| Padovan Domenico       |             |                    |
| Piccoli Domenico       |             |                    |
| Polesini Gian Paolo    |             |                    |
| Scampiccio Antonio     |             |                    |
| Stradi Nazario         |             |                    |
| Tommasi Pietro         |             |                    |
| Venier Francesco       |             |                    |
| Vergotti Giuseppe      |             |                    |
| Vidulich Francesco     |             |                    |
| Vidulich Venceslao     |             |                    |
| Vitezić Ivan Josip     | Virilstimme | Veglia             |
| Zadro Illuminato       |             |                    |